# 御文庫附属庫
御文庫附属庫（おぶんこふぞくこ）は、第二次世界大戦中に、皇居吹上御苑内に造営された防空壕。主に昭和天皇とその一家の防空施設として作られた。昭和天皇が暮らした吹上御所（現：吹上大宮御所）のおよそ100m北東の地下に造られている。御文庫附属庫は、大本営会議室等の防空用施設として陸軍築城部本部により建設されたもので1941年（昭和16年）8月12日に着工し、同年9月30日に宮内省に引継がれた。
その施設の性質や立地の条件などから、永らく一般に公開されることはなかったが、2015年（平成27年）8月1日、戦後70年の節目に当たり、宮内庁によって画像と動画が公開された。

## 名称
御文庫附属庫は戦後に宮内省を引き継いだ宮内庁の国有財産台帳などでは「御文庫附属庫」と表記されている。同庁のウェブサイトにおいても、「御文庫附属庫」と記されている。ただし、他の文献などにおいては御文庫附属室または御文庫付属庫と称される場合もある。
国有財産台帳によると、構造物全体の面積は631.5㎡。厚さ3mのコンクリートの外壁で覆われている。

### 御文庫
御文庫附属庫の母屋である御文庫（おぶんこ）は、宮内省が昭和天皇・香淳皇后のための防空施設として、1941年（昭和16年）5月から1942年（昭和17年）7月にかけて造営された。建坪1,320m2。地上1階、地下1階・2階の3階建て。
同年11月22日に、初めて空襲警報に伴う動座（天皇・皇后の避難）が行われた。1943年（昭和18年）には動座の実績は無かったが、1944年（昭和19年）11月1日に再び空襲警報に伴う動座が行われた。以降、頻度は増していく。
1945年（昭和20年）には大型爆弾にも対応する補強工事が行われ、御文庫と御文庫附属庫を結ぶ地下通路が設けられた（地下通路は、現在は埋められている）。
1945年（昭和20年）5月、アメリカ軍の空襲によって宮城が炎上したたため、天皇皇后は戦後も御文庫を住居とした。防空用のため湿気が多く、側近がしばしば住居の新築を進言したが、天皇は国民の住宅難を踏まえて許さなかった。ようやく1960年（昭和35年）に吹上御所の建設が始まり。翌1961年（昭和36年）に御所が完成。同年12月8日に天皇皇后が御文庫から移った。その後、御文庫は吹上御所に組み込まれ、吹上御所は1993年（平成5年）に「吹上大宮御所」と改められている。

## 内部
内部は御前会議、最高戦争指導会議が開かれた会議室（60m2、間口6m、奥行き10m）、天皇の休所と次室（各24m2）、機械室（78m2）、通信室（18m2）の5室からなる。各部屋をつなぐ通路の前室と3か所の便所（天皇専用が「御厠」）がある。
各部屋と前室との出入り口は木製と鉄製の二重扉になっており、8か所の鉄製扉は厚さ25 - 35 cmもある。

### 会議室
60m2、間口6m、奥行き10mあり、御文庫附属庫の中で最も大きなスペースを持つ。ポツダム宣言受諾に関わる1945年8月10日の最高戦争指導会議、および8月14日の御前会議はここで開催された。

### 機械室
2015年に公開された映像によると、朽ち果てた状態の機械類が残されていた。これらの内部機材について宮内庁は詳細を説明していないが、各種文献によると、発電装置・ガスろ過装置・空気清浄を兼ねた冷房装置・飲料水と水洗便所用水タンクがあったと考えられている。

### 通信室
東側出口と会議室の隣に位置する。外部の重要施設とのホットラインや外部回線と附属庫内の電話端末を結ぶ自動交換機などがあったと考えられている。

### 通路
御文庫附属庫は、U字型をした東西2本の通路（幅2m）と廊下（同3m）によって屋外に通じている。このうち西側の通路には、3か所の開口部があり、これらの開口部は天皇の居住区に通じる御文庫などへ通じる地下通路であったと推測される。2015年に公開された画像によると、いずれの開口部も土砂が詰められており、戦後のしかるべき時期に地下通路は埋没させたものと考えられる。
2か所の通路がU字型になっているのは、出入り口近くに爆弾が落とされた際に爆風を外に逃がす構造だといわれている。

## 戦後
戦後使用が停止され、廃墟と化していく。
1965年（昭和40年）、宮内記者会が戦後20年の節目として地下壕（「大本営付属室」と表現されている）の現場取材を希望したところ、昭和天皇から許可が下りた。ただし写真撮影は許されなかったため、新聞に掲載された写真は宮内庁から提供を受けたものとなっている。会議場内部の内装は1945年（昭和20年）当時のまま保全されていたが、カーテンには青カビがびっしりと付着し、バラの模様が見えないほどになっていたこと、厚い鉄板の天井には水滴がたまり、周囲の羽目板が膨れ上がっているなど、すでに積極的な管理は行われていない状態にあった。また、この取材によって付属室の自家発電機はアメリカ製で、バックアップのために4台の自転車による人力発電機が用意されていたこと、さらに日米の部品を組み合わせて作られた温度湿度調整機が備えられていたことが明らかにされている。
その後、2015年8月1日に宮内庁がウェブサイトで内部の状況を写真及び動画で公開したが、1965年の現場取材よりもさらに老朽化が著しい状態となっていた。

## 御文庫附属庫が舞台となった作品
映画
- 日本のいちばん長い日（2作）
- 太陽 (映画)